# 121st Street
121st Street – stacja metra nowojorskiego, na linii J i Z. Znajduje się w dzielnicy Queens, w Nowym Jorku i zlokalizowana jest pomiędzy stacjami Sutphin Boulevard – Archer Avenue – JFK Airport i 111th Street. Została otwarta 3 lipca 1918.